# المجلس الوطني السوري
المجلس الوطني السوري هو جماعة سياسية سورية اُعلن عن تشكيلها في 2 تشرين الأول 2011 في إسطنبول, في إطارا موحدا للمعارضة السورية ويضم كافة الأطياف السياسية من الليبراليين والإخوان المسلمين ولجان التنسيق وأكراد وآشوريين. ترأس برهان غليون المجلس الوطني وأعيد انتخابه لثلاث دورات ثم استقال بعد ذلك لينتخب عبد الباسط سيدا رئيساً للمجلس في 9 حزيران / يونيو 2012. وفي 9 نوفمبر 2012 انتخبت الأمانة العامة للمجلس جورج صبرا رئيسا للمجلس خلفًا لعبد الباسط سيدا. المجلس الوطني السوري عضو في الائتلاف الوطني لقوى الثورة والمعارضة السورية ويعتبر من أهم مكوناته.[بحاجة لمصدر]

## الأعضاء[4]
يتكون المجلس الوطني السوري من 310 أعضاء ذات خلفيات سياسية مختلفة أهمها[بحاجة لمصدر]:
- الحراك الثوري
- كتلة المستقلين الليبراليين
- إعلان دمشق
- المنظمة الآثورية
- الأخوان المسلمون وحلفائهم
- ربيع دمشق
- حركة العدالة والبناء
- الكتلة الوطنية الكردية
- الكتلة الوطنية
- شخصيات وطنية مستقلة.

## علاقات دولية

خريطة الدول التي تعترف بالمجلس الوطني السوري
سوريا
دول تعترف بالمجلس الوطني السوري كالممثل الشرعي الوحيد في سوريا
دول تعترف وتدعم رسمياً بالمجلس الوطني السوري
دول تدعم غير رسمياً المجلس الوطني السوري
دول لها علاقات غير رسمية بالمجلس الوطني السوري
دول لم تدعم المجلس الوطني السوري

- ليبيا،اعترفت ليبيا المتمثلة في المجلس الوطني الانتقالي بالمجلس الوطني السوري كممثل شرعي ووحيد للشعب السوري في 10 أكتوبر 2011 وقامت ليبيا باغلاق السفارة السورية في طرابلس. وبهذا تكون ليبيا أوّل دولة تعترف بالمجلس «ممثلاً وحيداً للشعب السوري».[5][6]
- التحالف الديمقراطي من أجل مصر الذي يضم 34 حزبا مصريا يعترف بالمجلس الوطني السوري في 11 أكتوبر 2011.[7]
- إسبانيا
- فرنسا
- بلغاريا
- الولايات المتحدة
- تركيا
- تونس
- إيطاليا
- كندا
- هولندا
- ألمانيا
- بلجيكا
- البرتغال
- النرويج
- روسيا

### مناطق ذات حكم خاص
- كردستان العراق

### منظمات دولية
- الاتحاد الأوروبي
- جامعة الدول العربية

### أحزاب
أحزاب ومجالس في كل من
- مصر
- باكستان
- الكويت
- الجزائر
- الأردن

## وصلات خارجية
- الموقع الرسمي للمجلس الوطني السوري
- تشكيل المجلس الوطني السوري في إسطنبول (فيديو) الجزيرة نت، 2 أكتوبر 2011